# Tremblay-en-France Handball
El Tremblay HB es un equipo de balonmano de la localidad francesa de Tremblay-en-France. Actualmente milita en la Pro D2, la segunda división de balonmano francesa.
Hasta la temporada 2004-2005 no consigue su primer ascenso a la máxima categoría del balonmano en Francia categoría que mantiene desde entonces y en la que ha ido mejorando sus resultados año a año.

## Plantilla 2020-21
|  | Porteros - 1 Patrice Annonay - 95 Pierre Rubens Extremos izquierdos - 10 Ryad Lakbi - 34 Étienne Mocquais Extremos derechos - 4 Pedro Portela - 7 Reida Rezzouki Pívots - 5 Michal Kopco - 13 Grégoire Médérick - 90 Marouan Chouiref | Laterales izquierdos - 22 Lucas Jametal - 23 Erwan Siakam-Kadji - 24 Bakary Diallo - 36 Yosdany Rios Centrales - 28 Henrik Olsson - 39 Mohamed Soussi Laterales derechos - 3 Bruno Butorac - 14 Luka Šebetić - 31 Elyas Bouadjadja |